# Provincii din Papua Noua Guinee
| 1. Central 2. Chimbu (Simbu) 3. Eastern Highlands 4. East New Britain 5. East Sepik 6. Enga 7. Gulf 8. Madang 9. Manus 10. Milne Bay | 1. Morobe 2. New Ireland 3. Northern (Oro Province) 4. Bougainville (North Solomons) 5. Southern Highlands 6. Western Province (Fly) 7. Western Highlands 8. West New Britain 9. West Sepik (Sandaun) 10. National Capital District | Provinces of Papua New Guinea |